# Super Bowl XXII
Super Bowl XXII był dwudziestym drugim finałem o mistrzostwo NFL w zawodowym futbolu amerykańskim, rozegranym 31 stycznia 1988 roku, na stadionie Jack Murphy Stadium, w San Diego, w stanie Kalifornia.
Mistrz konferencji NFC, drużyna Washington Redskins, pokonał mistrza konferencji AFC, drużynę Denver Broncos, uzyskując wynik 42-10. Redskins zdobyli aż 35 punktów w 2. kwarcie meczu. Drużyna z Waszyngtonu została mistrzem po raz drugi.
Za faworytów spotkania uważana była drużyna z Denver.
Amerykański hymn państwowy przed meczem wykonał Herb Alpert. W przerwie w połowie meczu wystąpili: Chubby Checker oraz The Rockettes.
Tytuł MVP finałów zdobył Doug Williams, Quarterback zespołu Redskins.

## Ustawienia początkowe
| Waszyngton       | Pozycja | Pozycja | Denver           |
| ---------------- | ------- | ------- | ---------------- |
| Ofensywa         |         |         |                  |
| Ricky Sanders    | WR      | WR      | Ricky Nattiel    |
| Joe Jacoby       | LT      | LT      | Dave Studdard    |
| Raleigh McKenzie | LG      | LG      | Keith Bishop     |
| Jeff Bostic      | C       | C       | Mike Freeman     |
| R.C. Thielemann  | RG      | RG      | Stefan Humphries |
| Mark May         | RT      | RT      | Ken Lanier       |
| Don Warren       | TE      | TE      | Clarence Kay     |
| Gary Clark       | WR      | WR      | Mark Jackson     |
| Doug Williams    | QB      | QB      | John Elway       |
| Timmy Smith      | RB      | RB      | Sammy Winder     |
| Clint Didier     | TE      | FB      | Gene Lang        |
| Defensywa        |         |         |                  |
| Charles Mann     | LDE     | LDE     | Andre Townsend   |
| Dave Butz        | LDT     | NT      | Greg Kragen      |
| Darryl Grant     | RDT     | RDE     | Rulon Jones      |
| Dexter Manley    | RDE     | LOLB    | Simon Fletcher   |
| Mel Kaufman      | LOLB    | LILB    | Karl Mecklenburg |
| Neal Olkewicz    | MLB     | RILB    | Ricky Hunley     |
| Monte Coleman    | ROLB    | ROLB    | Jim Ryan         |
| Darrell Green    | LCB     | LCB     | Mark Haynes      |
| Barry Wilburn    | RCB     | RCB     | Steve Wilson     |
| Alvin Walton     | SS      | SS      | Dennis Smith     |
| Todd Bowles      | FS      | FS      | Tony Lilly       |

## Rekordy
Drużyna Redskins, wygrywając spotkanie ustanowiła siedem rekordów meczów Super Bowl:
- Najwięcej zdobytych jardów podczas meczu (602)
- Najwięcej zdobytych jardów podczas meczu dzięki grą dołem (280)
- Najwięcej przyłożeń podczas meczu (6)
- Najwięcej zdobytych jardów podczas kwarty (356)
- Najwięcej punktów zdobytych podczas kwarty i połowy (35)
- Najwięcej przyłożeń podczas kwarty (5)
- Największa strata, po której zespół zdołał wygrać mecz Super Bowl (10 punktów)

Oba zespoły wspólnie ustanowiły jeden rekord:
- Najwięcej zdobytych jardów podczas meczu, przez oba zespoły (929)